# Бартоломеус Моленар
Бартоломей Моленар (1618 — вересень 1650, Гарлем) — нідерландський митець Золотої доби.

## Життєпис
Народився і прожив життя у м. Гарлемі. Він був сином кравця Яна Міхельсена Моленара і його другої дружини Грітхен Адрієнс. Згідно з даними Інституту історії мистецтв Нідерландів, його братами були митці Клаас Моленар і Ян Мінзе Моленар.
У 1640 році став членом Гільдії св. Луки. У 1641 році одружився. Був майстром жанрових сцен, зображував селян в інтер'єрах, часто — з тінню у нижньому лівому куті. Дослідники вважають, що на його роботи вплинули полотна старших сучасників Адріана Брауера і Адріана ван Остаде.